# Carex aethiopica
Carex aethiopica là một loài thực vật có hoa trong họ Cói. Loài này được Schkuhr mô tả khoa học đầu tiên năm 1801.